# Antigone (kịch của Sophocles)

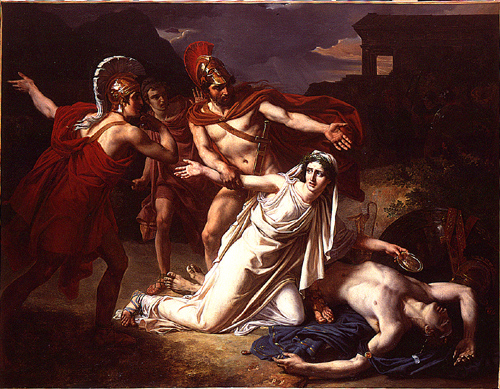
Antigone bị bắt giữ vì tội chôn cất anh của mình, Polynices.

Antigone (/ænˈtɪɡəni/ ann-TIG-ə-nee; tiếng Hy Lạp cổ: Ἀντιγόνη) là một vở kịch do Sophocles sáng tác. Antigone, nhân vật trong vở kịch này, là con gái của Oedipus. Trong các vở kịch Theban thì Antigone xếp thứ ba theo thứ tự những sự kiện được thể hiện trong các vở kịch này, nhưng đây lại là vở kịch đầu tiên được sáng tác.